# Доспаева, Балганым Нуртасовна
Балганым Нуртасовна Доспаева — советский хозяйственный, государственный и политический деятель.

## Биография
Родилась в 1898 году в Уральской области. Член ВКП(б).
С 1917 года — на хозяйственной, общественной и политической работе. В 1917—1962 гг. — работник, помощник оператора скважины, оператор нефтяных скважин, мастер, бригадир бригады нефтяников нефтепромысла «Байчунас» Гурьевской области Казахской ССР. Бригада Доспаевой перевыполняла более чем на месяц годовую норму выработки в годы Великой Отечественной войны.
Избиралась депутатом Совета Национальностей Верховного Совета СССР 2-го, 3-го и 4-го созывов от Гурьевского избирательного округа.
Умерла в 1967 году в Атырау.